# Anchiphiloscia aelleni
Anchiphiloscia aelleni là một loài chân đều trong họ Philosciidae. Loài này được Ferrara & Taiti miêu tả khoa học năm 1982.